# Gabriel Vaugeois
Jean-François-Gabriel Vaugeois, né à Tourouvre (Perche) le 15 avril 1753 et mort à L'Aigle (Orne) le 1er juin 1839, est un prêtre jureur, puis défroqué, un magistrat et un homme politique français.

## Biographie
Après des études de droit, Vaugeois se destine au barreau, avant d'entrer dans les ordres. Il devient vicaire dans le diocèse de Chartres puis prêtre au Mesnil-Simon en 1790 et à Beauvilliers en 1791. Lors de l'adoption de la constitution civile du clergé, il est nommé avec Chabot vicaire-général de l'évêque du Loir-et-Cher, Henri Grégoire.
Quittant en 1792 la prêtrise, il rejoint Paris, à l'initiative de Pétion et de Brissot, et rejoint la Société des amis des Noirs. Il est l'un des principaux organisateurs de la journée du 10 août 1792 comme président du comité secret d'insurrection des fédérés.
Le 24 septembre 1792, il est élu septième député suppléant du département de Paris à la Convention nationale avec 215 voix sur 338 votants. En décembre 1792, il est envoyé comme commissaire national à Verviers (Belgique), où il est opposé à Jean Lambert Joseph Fyon. Le 1er juin 1793, il est nommé accusateur militaire près l'armée du Nord puis passe à l'armée des côtes de Brest, où il préside une commission militaire révolutionnaire (22 novembre 1793). Active à Rennes puis à Vitré, du 9 novembre 1793 au 8 juillet 1794, cette commission, dite commission Frey-Vaugeois prononce 84 condamnations à mort, dont celle du prince de Talmont, 33 peines de fers, 31 peines de prison et 391 acquittements.
Le 27 vendémiaire an III (18 octobre 1794), il prend le siège, en qualité de titulaire, de Charles-Nicolas Osselin, guillotiné. À l'Assemblée, il appuie la rentrée de Delahaye et intervient dans la discussion sur la réorganisation de la garde nationale.
Après la séparation de la Convention, il est accusateur public du département de Sambre-et-Meuse, à Namur (1798). Le 17 messidor an VIII (7 juillet 1800), un arrêté du Premier consul le nomme président du tribunal criminel de cette ville, qui prend ultérieurement le nom de cour criminelle. En 1811, lors de la suppression des cours criminelles, il devient conseiller à la cour de Liège, fonction qu'il occupe jusqu'à l'invasion de la Belgique par les armées alliées. Toutefois, il ne siège presque jamais comme conseiller, étant exclusivement chargé de présider les assises des départements de l'Ourthe, de la Meuse-Inférieure et de la Roer. Le 24 prairial an XII, il est nommé chevalier de la Légion d'honneur.
Retiré de la vie publique à la fin de l'Empire, il se retire à L'Aigle, chez l'un de ses frères (il a deux frères : David et René Vaugeois), avec une pension de 697 francs, et s'occupe de recherches archéologiques, devenant l’historien de la ville. Il a publié dans le Bulletin de l'Académie celtique (devenue ensuite la « Société des antiquaires de France »), dont il est membre, le mémoire : Lettre à M. Éloi Johanneau sur la pierre du Diable à Namur (1809). Il a également publié deux mémoires — Mémoire sur les pierres couplées de la forêt de Saint-Sever (1825) et Coup d'œil sur quelques-unes des voies romaines qui traversent l'arrondissement de Mortagne (1830) — dans le bulletin de la Société des antiquaires de Normandie, dont il est membre dès sa fondation et qu'il préside avec le titre de directeur en 1834. Il était également membre de la Société linnéenne de Normandie, de la Société française pour la conservation des monuments historiques et de la Société libre des sciences du département de l'Eure, de la Commission des antiquités de l'Eure et de la commission des archives historiques de l'Eure. En 1833, le ministre de l'Intérieur le nomme conservateur honoraire des monuments du département de l'Orne. Il a publié des Recherches sur la ville de Verneuil dans le numéro de juillet 1835 de la Revue trimestrielle de l'Eure. Ce dernier texte et le Coup d'œil sur quelques-unes des voies romaines qui traversent l'arrondissement de Mortagne sont des extraits de son ouvrage : Histoire des antiquités de la ville de L'Aigle et de ses environs, qui a été publié après sa mort par son neveu Hippolyte Vaugeois.

## Œuvre
- Histoire des antiquités de la ville de l'Aigle et de ses environs, Comprenant des recherches historiques sur les invasions des Romains, des Francs et des Normands dans les Gaules, sur l'origine de Verneuil, sur les antiquités romaines de Condé-sur-Iton, sur les forges la bras, etc. (ouvrage posthume de J. F. Gabriel Vaugeois édité et publié par sa famille), P.-É. Brédif, 1841, L'Aigle, 590 pages.

## Sources
- Charles Berriat-Saint-Prix, La justice révolutionnaire, août 1792 - Prairial an III, d'après des documents originaux, t. I, Michel Lévy frères, éditeurs, 1870 (lire en ligne).
- « Gabriel Vaugeois », dans Adolphe Robert et Gaston Cougny, Dictionnaire des parlementaires français, Edgar Bourloton, 1889-1891 [détail de l’édition], tome 5 p. 491.
- Raymond Bordeaux, « Étude sur la poésie populaire en Normandie, et spécialement dans l'Avranchin, par Eugène de Beaurepaire », dans la Revue contemporaine, Paris, 1856, tome 27, p. 628.
- Jacques-Pierre Brissot, Mémoires (1754-1793) (publiés avec une étude critique et des notes de Claude Perroud, tome 1 : « (1754-1784) », Paris, Librairie Alphonse Picard & fils, p. 57-58, note 2.
- Léon de La Sicotière, « Sur M. Vaugeois », dans Annuaire des cinq départements de l'ancienne Normandie, Association normande pour les progrès de l'agriculture, de l'industrie, des sciences et des arts, 1840, p. 504-525.